# Kate Claghorn
Kate Holladay Claghorn (1864-1938) est une sociologue, économiste, statisticienne, juriste et militante américaine de l'Ère progressiste. Elle est cofondatrice de la National Association for the Advancement of Colored People.

## Biographie
Claghorn est née le 12 février 1864 à Aurora dans l'Illinois, puis elle grandit à New York. Elle obtient son diplôme en 1892 au collège Bryn Mawr, et son doctorat à l'université Yale en 1896,. Elle fait partie de la troisième promotion de femmes titulaires d'un doctorat de Yale — l'école est ouverte aux femmes qu'en 1892 et les sept premières étudiantes sont diplômées en 1894 — et elle est la première à recevoir son diplôme en public lors de la cérémonie d'ouverture de Yale. À Bryn Mawr, elle étudie l'économie politique auprès de Franklin Henry Giddings. À Yale, elle étudie « l'histoire industrielle, l'économie avancée, les sciences politiques et l'anthropologie » avec William Graham Sumner et Arthur Twining Hadley (en) ; sa thèse s'intitule Law, Nature, and Convention, a Study in Political Theory,.
Claghorn devient la première secrétaire-trésorière salariée de l'Association of Collegiate Alumnae, l'organisation qui a précédé l'American Association of University Women, en 1898. Elle travaille aussi brièvement pour l'American Industrial Commission, l'Economic Year Book et le Bureau du recensement des États-Unis avant de rejoindre le département de la Tenement House à New York, en tant que greffière adjointe en 1902, puis en tant que greffière titulaire en 1906. Son salaire de 3 000 $ en fait la fonctionnaire la mieux rémunérée de la ville,. Un article de magazine de l'époque écrit :
| “ | Mlle Kate Claghorn occupe le poste d'un homme dans le service des immeubles d'habitation car il n'y avait aucun homme assez intelligent pour le remplir. À deux reprises, elle a subi l'épreuve d'un examen organisé à l'université Columbia, qui visait à éliminer les femmes de la compétition, mais qui a finalement fini par l'élimination des hommes | ” |

En 1912, elle occupe le poste de chargée de cours et de cheffe du département de recherche sociale à la New York School of Applied Philanthropy (qui deviendra plus tard la Columbia University School of Social Work (en)),, où elle donne des cours sur l'immigration et les statistiques. Elle y reste professeure jusqu'en 1932.
Elle meurt en 1938 et est inhumée dans le cimetière de Maple Grove (en) dans le Queens.

## Contributions et opinions
Claghorn écrit régulièrement pour des magazines et publie son premier livre, College Training for Women en 1896,,,.
Dans un rapport publié en 1901 par le New York Tenement House Department, Claghorn dénonce la propagande d'un journal associant l'immigration à la pauvreté et note l'enthousiasme particulier manifesté envers la scolarisation des enfants d'immigrants juifs. Dans une étude qu'elle écrit en 1904 pour le département, Claghorn prévoit que les nouveaux groupes d'immigrés d'Europe méridionale et orientale ne seront pas plus susceptibles de s'appauvrir à long terme que les précédents immigrants provenant d'Angleterre et d'Allemagne,.
Un autre de ses livres est Juvenile Delinquency in Rural New York (Département américain du Travail, Children's bureau, no 32, 1918). En plus d'examiner la question, elle recommande de transférer les affaires de mineurs du juge de paix local vers un tribunal pour enfants, de modifier le système de justice pour mineurs afin de le rendre plus accessible, d'ajouter un système de détention séparé au lieu d'internaliser, et d'augmenter l'âge adulte de 16 à 18 ans.
Dans son livre de 1923, The Immigrants' Day in Court, Claghorn explique que l'aide juridique disponible à l'époque est insuffisante,. Elle évoque également l'injustice causée par une traduction inadéquate pour les clients non anglophones, et le harcèlement sexuel des travailleuses par des agents de placement et des superviseurs. Lorsqu’ils écrivent sur ce livre en 2003, les historiens britanniques Kristofer Allerfeldt et Jeremy Black (historien) le qualifie de « seule étude contemporaine significative sur les immigrants et le système juridique américain ».

## Associations
Tout en travaillant au département de la Tenement House, Claghorn devient la trésorière fondatrice de la Ligue pour l'égalité des femmes autonomes (qui deviendra plus tard l'Union politique des femmes), une organisation fondée en 1907 par la suffragette Harriot Eaton Stanton Blatch comme « l'aîle politique de la Women's Trade Union League ».
En 1909, Claghorn est l'une des 60 signataires de « l’appel à la conférence de Lincoln pour l’émancipation afin de discuter des moyens de garantir l’égalité politique et civile des nègres » qui devint le document fondateur de la National Association for the Advancement of Colored People.
Claghorn préside un comité de l'Institut américain de droit pénal et de criminologie sur les liens entre crime et immigration, qui publie son rapport en 1917.
En 1918, elle est élue fellow de la Société américaine de statistique,. Elle est la première femme à être honorée de la sorte et la seule jusqu'en 1937, année où Aryness Joy Wickens rejoint à la liste des membres de l'association.